# Campaign
Campaign est une série de livres consacrée à l’histoire des grandes campagnes militaires publiée par l’éditeur britannique Osprey Publishing.

## Description
Les livres de la série Osprey Campaign décrivent l’histoire militaire depuis les temps les plus reculés jusqu’aux guerres modernes. Les principales batailles sont abordées depuis les guerres napoléoniennes jusqu’aux Première et Seconde Guerres mondiales en passant par les épisodes de la guerre civile américaine sans oublier les conflits de l’ère médiévale ainsi que les guerres allant du XVIe au XIXe siècle. Elle est illustrée de cartes de scènes de bataille et de photographies en couleurs et en noir et blanc. La série apparaît en 1990.